# Европско првенство у атлетици у дворани 1985 — бацање кугле за мушкарце
Такмичење у бацању кугле у мушкој конкуренцији на 16. Европском првенству у атлетици у дворани 1985. одржано је 3. марта у Атини (Грчка).
Титулу европског првака освојену на Европском првенству у дворани 1984. у Гетеборгу бранио је Јанис Бојарс из Совјетског Савеза.

## Земље учеснице
Учествовало је 9 бацача кугле из 7 земаља.
1. Источна Немачка (1)
2. Италија (1)
3. Норвешка (1)
4. Пољска (1)
5. Совјетски Савез (1)
6. Чахословачка (2)
7. Швајцарска (1)

## Рекорди
| Рекорди пре почетка Европског првенства у дворани 1985.     | Рекорди пре почетка Европског првенства у дворани 1985. | Рекорди пре почетка Европског првенства у дворани 1985. | Рекорди пре почетка Европског првенства у дворани 1985. | Рекорди пре почетка Европског првенства у дворани 1985. | Рекорди пре почетка Европског првенства у дворани 1985. |
| ----------------------------------------------------------- | ------------------------------------------------------- | ------------------------------------------------------- | ------------------------------------------------------- | ------------------------------------------------------- | ------------------------------------------------------- |
| Светски рекорд у дворани                                    | Улф Тимерман                                            | Источна Немачка                                         | 22,12                                                   | Зенфтенберг, Источна Немачка                            | 16. фебруар 1985.                                       |
| Европски рекорд у дворани                                   | Улф Тимерман                                            | Источна Немачка                                         | 22,12                                                   | Зенфтенберг, Источна Немачка                            | 16. фебруар 1985.                                       |
| Рекорди европских првенстава                                | Џефри Кејпс                                             | Уједињено Краљевство                                    | 20,95                                                   | Гетеборг Шведска                                        | 10. март 1974.                                          |
| Најбољи светски резултат сезоне у дворани                   | Улф Тимерман                                            | Источна Немачка                                         | 22,12                                                   | Зенфтенберг, Источна Немачка                            | 16. фебруар 1985.                                       |
| Најбољи европски резултат сезоне у дворани                  | Улф Тимерман                                            | Источна Немачка                                         | 22,12                                                   | Зенфтенберг, Источна Немачка                            | 16. фебруар 1985.                                       |
| Рекорди после завршеног Европског првенства у дворани 1985. |                                                         |                                                         |                                                         |                                                         |                                                         |
| Рекорди европских првенстава                                | Ремигиус Махура                                         | Чехословачка                                            | 21,74                                                   | Атина Грчка                                             | 3. март 1985.                                           |

## Освајачи медаља
|                              |                              |                          |
| Ремигиус Махура Чехословачка | Улф Тимерман Источна Немачка | Вернер Гинтер Швајцарска |

## Резултати

### Финале
| Место | Атлетичар         | Земља           | ЛР    | ЛРС   | Резултат | Белешка |
| ----- | ----------------- | --------------- | ----- | ----- | -------- | ------- |
|       | Ремигиус Махура   | Чехословачка    | 21,79 | 21,79 | 20,74    | РЕПд    |
|       | Улф Тимерман      | Источна Немачка | 22.15 | 22,15 | 21,44    |         |
|       | Вернер Гинтер     | Швајцарска      | 21,55 | 21,55 | 21,23    |         |
| 4.    | Јанис Бојарс      | Совјетски Савез |       |       | 20,03    |         |
| 5.    | Марко Монтелатичи | Италија         | 20,00 |       | 19,64    |         |
| 6.    | Кнут Јелтнес      | Норвешка        |       |       | 19,54    | НРд     |
| 7.    | Хелмут Кригер     | Пољска          | 20,32 |       | 19,39    |         |
| 8.    | Рихард Навара     | Чахословачка    |       |       | 19,21    |         |

## Укупни биланс медаља у бацању кугле за мушкарце после 16. Европског првенства у дворани 1970—1985.
|     | Земља                |    |    |    |    |
| --- | -------------------- | -- | -- | -- | -- |
| 1.  | Источна Немачка      | 3  | 5  | 0  | 8  |
| 2.  | Финска               | 3  | 0  | 0  | 3  |
| 3.  | Уједињено Краљевство | 2  | 3  | 1  | 6  |
| 4.  | Југославија          | 2  | 0  | 4  | 6  |
| 5.  | Совјетски Савез      | 2  | 2  | 3  | 7  |
| 5.  | Чехословачка         | 2  | 2  | 3  | 7  |
| 7.  | Бугарска             | 1  | 0  | 0  | 1  |
| 7.  | Исланд               | 1  | 0  | 0  | 1  |
| 9.  | Пољска               | 0  | 2  | 1  | 3  |
| 10. | Француска            | 0  | 1  | 1  | 2  |
| 10. | Швајцарска           | 0  | 1  | 1  | 2  |
| 12. | Италија              | 0  | 0  | 1  | 1  |
| 12. | Шведска              | 0  | 0  | 1  | 1  |
|     | Укупно {13}          | 16 | 16 | 16 | 48 |

|     | Атлетичар              | Земља                |   |   |   |   |
| --- | ---------------------- | -------------------- | - | - | - | - |
| 1.  | Хартмут Бризеник       | Источна Немачка      | 3 | 0 | 0 | 3 |
| 1.  | Рејо Столберг          | Финска               | 3 | 0 | 0 | 3 |
| 3.  | Џефри Кејпс            | Уједињено Краљевство | 2 | 3 | 1 | 6 |
| 4.  | Јанис Бојарс           | Совјетски Савез      | 2 | 0 | 0 | 2 |
| 5.  | Ремигиус Махура        | Чехословачка         | 1 | 1 | 0 | 2 |
| 6.  | Јарослав Брабец        | Чехословачка         | 1 | 0 | 2 | 3 |
| 7.  | Златан Сарачевић       | Југославија          | 1 | 0 | 1 | 2 |
| 8.  | Хајнц-Јоахим Ротенбург | Источна Немачка      | 0 | 2 | 0 | 2 |
| 8.  | Герд Лохман            | Источна Немачка      | 0 | 2 | 0 | 2 |
| 10. | Владислав Комар        | Пољска               | 0 | 1 | 1 | 2 |
| 10. | Валериј Волкин         | Совјетски Савез      | 0 | 1 | 1 | 2 |
| 10. | Јарослав Влк           | Чехословачка         | 0 | 1 | 1 | 2 |
| 10. | Вернер Гинтер          | Швајцарска           | 0 | 1 | 1 | 2 |
| 14. | Иван Иванчић           | Југославија          | 0 | 0 | 2 | 2 |